# Rajon Novi Iskăr
Rajon Novi Iskăr (bulgariska: Район Нови Искър) är ett distrikt i Bulgarien.   Det ligger i kommunen Stolitjna Obsjtina och regionen Sofija-grad, i den västra delen av landet, 12 km norr om huvudstaden Sofia. Orter i distriktet är Balsja, Vojnegovtsi, Dobroslavtsi, Zjiten, Kubratovo, Kătina, Lokorsko, Mirovjane, Negovan, Novi Iskăr, Podgumer, Svetovratjene och Tjepintsi.